# 2011年奥马哈市长罢免选举
2011年奥马哈市长罢免选举是一场未能成功的罢免行动，目标是罢免奥马哈市长吉姆·萨特尔。该选举于2011年1月25日举行，罢免提案以51%的反对票被否决。

## 背景
2009年，吉姆·萨特尔以50.5%的得票率战胜前任市长哈尔·道布，成功当选奥马哈市市长。2010年9月22日，萨特尔市长罢免委员会宣布将寻求罢免萨特尔，理由是他在经济衰退期间选择增加税收而非削减开支，以及他与警察工会谈判合同的方式。当地的民主党支持萨特尔，认为此次罢免“嘲弄和破坏了罢免程序的真正目的，并试图否定那些在2009年市政选举中公正投票者的声音”。截至提交截止日期，该委员会已提交超过37,000份罢免请愿书，超过了召集罢免选举所需的26,643份。2010年12月4日，道格拉斯县选举专员宣布委员会已提交28,720个有效的签名。市议会随后决定将罢免选举定于2011年1月25日进行。萨特尔的竞选团队对罢免行动的合法性提出了质疑，声称请愿书中存在欺诈行为，但这一质疑被州法院的法官驳回，法官认为该竞选团队没有提供足够的证据来证明欺诈影响了结果。
萨特尔举办了一场为自己辩护的活动，他表示自己的决定对管理该市不稳定的财政状况是必要的：“我的遗产是吉姆·萨特尔为奥马哈带来了金融稳定。”萨特尔于2011年1月初指出，该市的预算盈余达到了300万美元，成功扭转了2010年1月时1200万美元的赤字。

## 选举结果
| 選項                       | 票數   | %      |
| -------------------------- | ------ | ------ |
| 反對                       | 42,091 | 51.41  |
| 支持                       | 39,781 | 48.59  |
| 總票數                     | 81,872 | 100.00 |
| 來源：道格拉斯县选举委员会 |        |        |